# Ratched
Ratched és una sèrie de thriller psicològic del personatge del mateix nom de la novel·la de Ken Kesey de 1962 One Flew Over the Cuckoo's Nest. Creada per Evan Romansky i Ryan Murphy, la protagonitza Sarah Paulson i fa de preqüela a la novel·la. Es va estrenar a Netflix el 18 de setembre de 2020.

## Argument
El 1947 l'infermera Mildred Ratched arriba a Califòrnia per entrar a formar part de l'equip de treballadors en un hospital psiquiàtric on s'apliquen mètodes sanguinaris per estudiar la ment humana. Mildred presenta un aspecte perfecte, però a mesura que entra més al sistema sanitari apareix al descobert el seu costat més fosc.

## Repartiment

### Principal
- Sarah Paulson com a infermera Mildred Ratched
- Finn Wittrock com a Edmund Tolleson
- Cynthia Nixon com a Gwendolyn Briggs
- Jon Jon Briones com a Dr. Richard Hanover
- Charlie Carver com a Huck Finnigan
- Judy Davis com a infermera Betsy Bucket
- Sharon Stone com a Lenore Osgood

### Recurrent
- Corey Stoll com a Charles Wainwright
- Vincent D'Onofrio com a governador George Willburn
- Alice Englert com a infermera Dolly
- Liz Femi com a Leona
- Amanda Plummer com a Louise
- Annie Starke com a Lily Cartwright
- Brandon Flynn com a Henry Osgood
- Michael Benjamin Washington com a Trevor Briggs
- Sophie Okonedo com a Charlotte Wells

### Convidat
- Hunter Parrish com a pare Andrews
- Robert Curtis Brown com a monsenyor Sullivan
- David Wells com a pare Murphy
- Emily Mest com a infermera Amelia Emerson
- Daniel Di Tomasso com a Dario Salvatore
- Harriet Sansom Harris com a Ingrid
- Joseph Marcell com a Len Bronley
- Ben Crowley com a Reggie Hampson
- Rosanna Arquette com a Annie
- Kerry Knuppe com a Doris Mayfair
- Benjamin Rigby com a Case Hitchen